# Day-Glo Records
Das Independent-Label Day-Glo Records wurde 1989 in Köln gegründet und hat bis zu seiner Liquidation im Jahr 2009 etwa hundert Alben und zahlreiche Singles veröffentlicht.

## Musikproduktion
Day-Glo Records vertrat vor allem Gitarrenmusik von Rock- und Punkbands und den Musikern der Kölner Groove Community. Gelegentlich nahm Day-Glo Records auch Weltmusik, Hip-Hop oder Singer-Songwriter-Pop unter Vertrag.
Das Repertoire von Day-Glo Records wurde von PIAS und Rough Trade vertrieben. Ab Juli 2006 nutzte das Indie-Label auch Apples Download-Portal iTunes.

## Sublabel und Departments
- Music for Films: Label für spezielle Musikformate, z. B. Instrumental- und Filmmusik
- Lucky Talent Management: Künstlermanagement
- Lucky Talent Music: Musikverlag, administriert von Virgin Music/EMI Music Publishing
- Day-Glo Tourist Office: Booking-Agentur
- Day-Glo Lip Service: Promotion-Agentur, betreut auch Presse- und Radiokampagnen für Veröffentlichungen anderer Labels

## Kooperationen mit anderen Indielabels
- Haute Areal (Gummersbach/Berlin)
- Naiv hören + sehen (Stuttgart)
- Non Food Records (Köln), auf Soundtracks spezialisiertes Label des Musikers Helmut Zerlett

## Künstler (Auswahl)
- Franz Kasper
- Hansonis
- King Candy
- Ascona
- The Unknown Cases
- Planlos
- Massendefekt
- Loretta
- Die Fremden
- The B'Shops
- Molotow Soda
- Dirk Schlömer